# フクドジョウ
フクドジョウ（福泥鰌、英: Stone loach、学名: Barbatula oreas）は、フクドジョウ科の魚の一種。

## 分布
中国、日本（北海道の主に道央以東、以北）、朝鮮半島、ロシアで見られる。ヨーロッパに生息する個体群はB. barbatula、それ以外に生息する本種はB.oreasとして近年分けられた。また、日本では北海道の生息域から道内の南西部、本州の青森県、宮城県、山形県、福島県、新潟県、茨城県、神奈川県に移入され定着している。福島県の阿武隈川水系ではニッチの被るアカザ（秋田、宮城県以南の本州、四国、九州に分布）との競合により、在来種のアカザが激減していることが報告されている。

## 特徴
全長は10cm程度で、最大の特徴は口の周り（上顎）に3対のひげが生えていることである。体色は個体によっては範囲が著しく、灰色〜茶色の体色により濃い色の模様が不規則に入る。
川底が砂利や砂になっているきれいな川ではふつうに見られる魚で、とくに高地に最も多い。川底に住み、部分的に埋もれた状態で潜んでいることもある。夜行性で、下顎のひげを使って餌となる無脊椎動物を探す。4月から7月にかけて産卵する。河川の釣りにおいてヤマメの外道としてかかることがあるが一般には食用としない。北海道ではイトウ釣りの餌として利用されることがある。